# Maltzaga
Maltzaga (en vasco) es un barrio del municipio español de Éibar, perteneciente a la provincia de Guipúzcoa, en la comunidad autónoma del País Vasco. Está ubicado en un punto estratégico de comunicaciones en el que se cruzan las rutas que por el valle del río Deva se dirigen a Álava y por ende hacia el interior de la península Ibérica, y la trasversal de la costa cantábrica vasca que une la capital de Guipúzcoa, San Sebastián, y la de Vizcaya, Bilbao.

## Toponimia
El lugar aparece referido en documentos antiguos como Madalçaga, Magalzaga y Mahalzaga. A mediados del siglo XIX, Malzaga sin tilde y con ella, y en el siglo XX y siglo XXI Málzaga con tilde y sin ella.
El nombre oficial en 2013 es Maltzaga, en vasco.

## Geografía
El barrio de Maltzaga se encuentra ubicado en el extremo este del término municipal eibarrés, entre los montes de Arrate y Karakate, en el límite de esta localidad con las poblaciones de Elgóibar y Placencia de las Armas. En este punto el  río Deva recibe por la izquierda a su mayor afluente, el río Ego, después de que este cruce el núcleo urbano de Éibar.
El río Deva nace en Arlabán, extremo occidental de la sierra de Elguea, muy cerca de Salinas de Léniz ya en Álava y fluye de sur a norte por el valle que lleva su nombre, mientras que el río Ego nace en las proximidades del puerto de Trabakua, en las faldas del monte Oiz, en el municipio vizcaíno de Mallavia haciendo un recorrido de oeste a este hasta confluir en el Deva en Maltzaga. Esto hace que se haya situado en este punto la unión de la vías de comunicación terrestres que comunican la meseta y la costa cantábrica.
En cuanto a las carreteras, en Maltzaga se unen la carretera nacional N-634, que discurre entre el barrio de Recalde de San Sebastián y Santiago de Compostela en Galicia a lo largo de toda la costa cantábrica, y la GI-627 que desde Maltzaga llega a Vitoria. Paralelas a estas vías se encuentran las autopistas AP-1, la autopista del Norte, que desde Burgos, pasando por Vitoria, llega hasta Irún confluyendo en Maltzaga, desde aquí con doble denominación, con la AP-8, la autopista del Cantábrico, que recorre toda la costa cantábrica.
En el tráfico ferroviario, Maltzaga constituyó el punto de encuentro de la línea Bilbao-San Sebastián con el ramal que iba a Zumárraga, conocido como Ferrocarril del Deba, y desde Vergara con la línea del Ferrocarril Vasco Navarro que llegaba a la población navarra de Estella pasando por Vitoria. Esto hizo que en Maltzaga se estableciera una importante estación de enlace tanto de pasajeros como de mercancías. Tras la suspensión de la línea a Vitoria en 1967 y a Zumárraga en 1971 la estación perdió actividad e importancia.

## Historia
En el undécimo volumen del Diccionario geográfico-estadístico-histórico de España y sus posesiones de Ultramar de Pascual Madoz, se mencionan como pertenecientes a Éibar un caserío-venta de nombre "Malzaga" y otros dos caseríos, denominados "Malzaga de Acá" y "Malzaga de Allá".
En 1885 la Compañía del Ferrocarril de Durango a Zumárraga inauguró la estación de Maltzaga. El 26 de agosto de 1889 se inauguraba el ramal que desde allí iba a Elgóibar y después, en 1901, llegaría hasta San Sebastián. En 1921 se construyó una estación de mercancías, al otro lado del río Deva, ya en terrenos de Placencia de las Armas y poco después se construyeron casas los trabajadores.
El 21 de septiembre de 1936, en el contexto de la guerra civil, las tropas insurrectas ocupan Elgóibar y Karakate, unos días después, el 26, se hacen con las cimas de Kalamua, Arrate y Akondia en cuya ladera se establece la defensa republicana que el día 24 habían volado los puentes del ferrocarril en Maltzaga para dificultar su avance quedando Maltzaga en la línea del frente. Desde el 26 de septiembre de 1936 la posición del frente permanecería sin cambios hasta la primavera del año siguiente. El 26 de abril de 1937 los insurrectos rompen el frente entran en la ciudad de Éibar.
El 6 de mayo de 1937, los ingenieros de la 61.ª División comenzaron a reconstruir los puentes, primero de forma provisional y luego definitiva. El 31 de mayo llegaba a Durango el primer tren procedente de San Sebastián.
El 31 de diciembre de 1967  se cierra definitivamente la línea del Vasco Navarro y 1973 se cierra la línea férrea hacia Zumárraga. La estación decae y con ella el entorno, quedando únicamente alguna instalación industrial. Tras el paso de la línea férrea al Gobierno Vasco se emprende la renovación del puente en la parte de la línea en uso.En 2022, la entidad singular de población de Maltzaga no tenía empadronado ningún habitante.

## Palacio de Sagartegieta

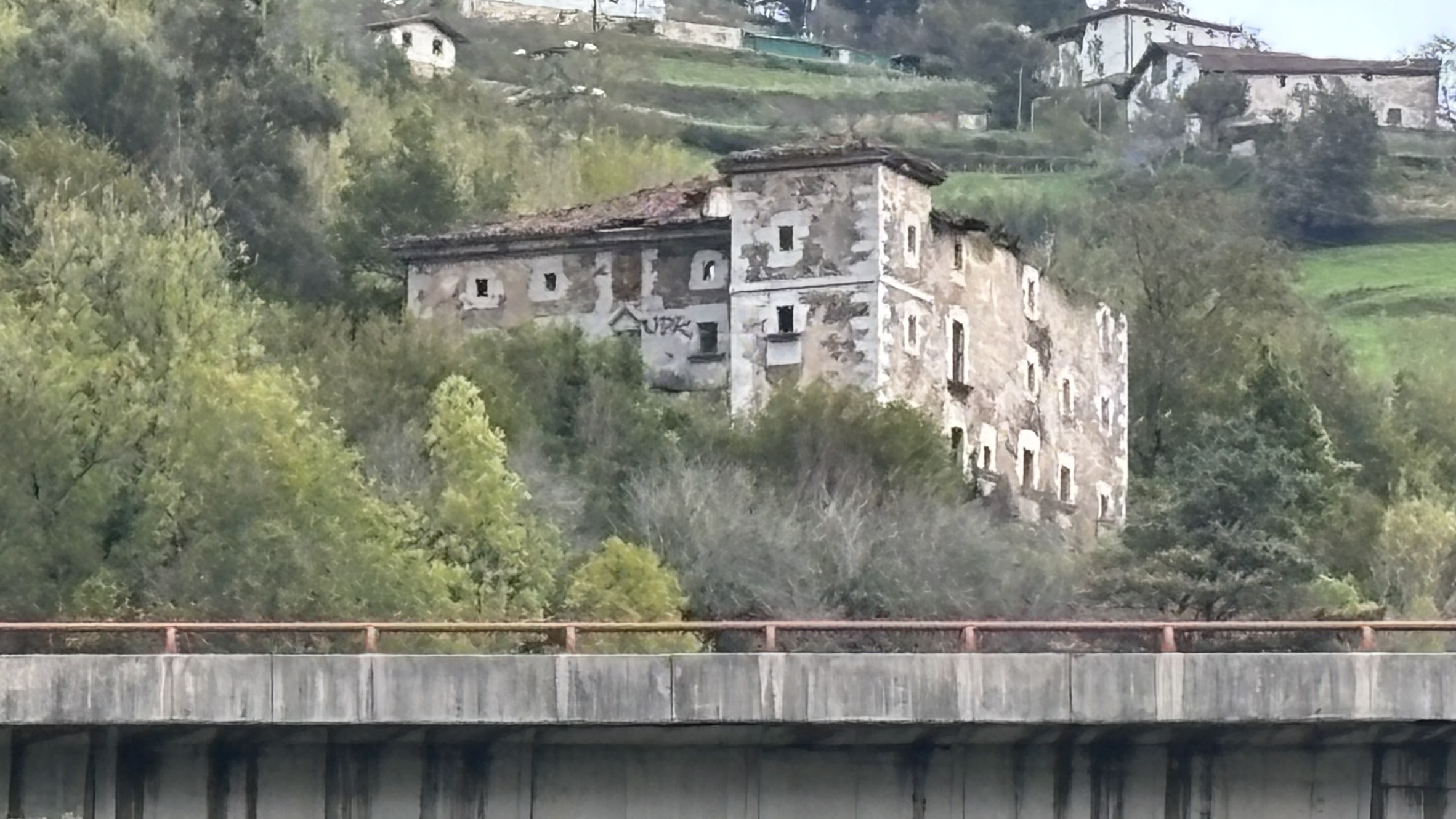
Palacio de Sagartegieta

Palacio de Sagartegieta, también llamado Sarteitta, está situado en el barrio de Maltzaga en la parte baja de la ladera del monte Arrate. Se trata de un palacio rural de estilo neoclásico del siglo XVIII. Esta casa torre perteneció a las familias de Sustaeta y Sagartegieta que fueron influyentes en la zona. Es un edificio planta cuadrada con una pequeña torre y un escudo de armas sobre la entrada principal con la leyenda Soy Sagartegieta. Más abajo, un adorno rodea la inscripción «Vinculada en 13 de maio de 1655 y corroborada en 23 de maio de 1765». Después de la guerra civil el edificio quedó abandonado. Fue declarado de Interés Cultural el 19 de noviembre de 1980.

## La estación y los puentes
La estación de Maltzaga está en el punto kilométrico 51,086 de la línea ferroviaria Bilbao a San Sebastián y era el punto kilométrico 0,00 de la desaparecida línea Maltzaga a Zumárraga que originalmente formaba parte de la línea Durango-Zumárraga de la Compañía del Ferrocarril de Durango a Zumárraga de la que era punto kilométrico 20,920 de sus vías. De este punto partía el ramal  hacia la factoría de los Altos Hornos de San Pedro de Carquízano en Elgoibar, que posteriormente daría lugar a la línea Bilbao-San Sebastián.  Ambas líneas férrea eran de vía estrecha. 
En 1885 la Compañía del Ferrocarril de Durango a Zumárraga inauguró la estación de Maltzaga, poco después se inicia el ramal hacia Elgóibar que continuaría hacia San Sebastián concluyendo en 1901. La estación se amplió en 1887 completando cuatro vías y dos andenes.
En 1914 se se construye un taller de mantenimiento y en 1921 se realiza la construcción, al otro lado del río Deva, de la estación de mercancías. Se completan las instalaciones con la construcción de casas para los trabajadores en 1925, luego, en 1942 se ampliarían estas.
Cuando las líneas férreas estuvieron en pleno funcionamiento, desde Maltzaga salían trenes para Bilbao, San Sebastián, Zumárraga, Vitoria y Estella.  En 1967 se cerro el Vasco Navarro por lo que los trenes ya no iban a Vitoria y Estella. Poco después, en 1973 se cerró la línea a Zumárraga. La línea siguió abierta pero sin circulación comercial hasta 1990 cuando se construyó una subestación eléctrica en sustitución de la de Vergara y desmanteló el tramo sin uso. La estación de Maltzaga se convirtió en un apeadero y poco a poco fueron desapareciendo las diferentes instalaciones.
En la actualidad solo está en servicio línea Bilbao a San Sebastián, gestionada por Euskal Trenbide Sarea (ETS) y utilizado por Euskotren. Se sitúa a una altitud de 113 metros sobre el nivel del mar.

### El puente del ferrocarril

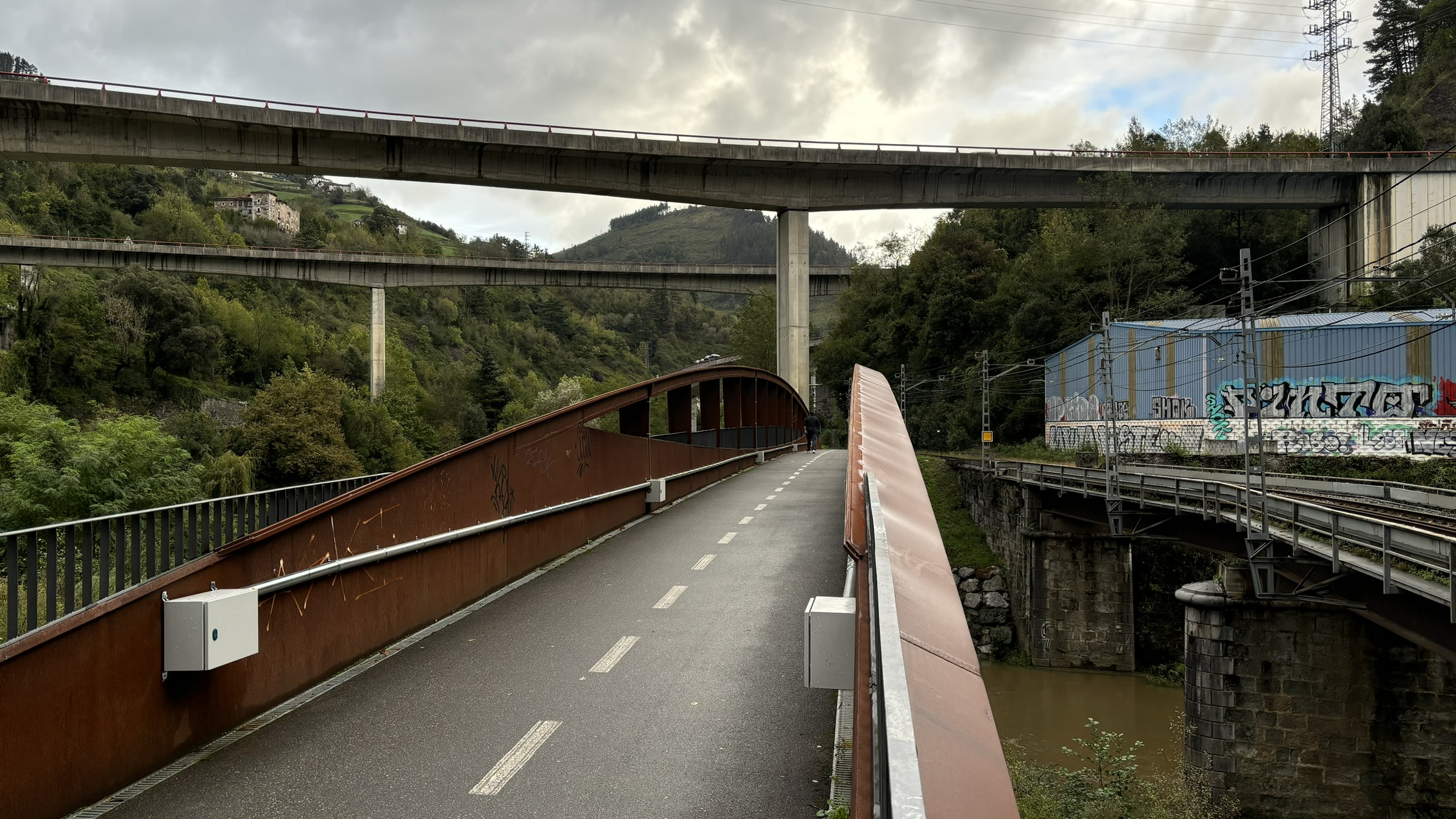
Puentes sobre el Deva

A la salida de la estación de Maltzaga, tanto los trenes con destino a Zumárraga como a San Sebastián debían cruzar el río Deva. Pero, por falta de espacio, las vías del ferrocarril se dividieron en el propio puente, el primer tramo, el más cercano a la estación, era común para ambas líneas y pasa sobre la carretea que va a Placencia de las Armas. Forma el tronco de la forma de Y que tiene la estructura. 
Fue construido en 1885 pero el 24 de  septiembre de 1936, en plena guerra civil, el puente fue dinamitado, junto con los de Orio, Astepe, Andrapolea, Arratia y Vedia, se realizaron para impedir el avance del ejército franquista hacia Bilbao. El 6 de mayo de 1937, tras la ruptura del frente, los ingenieros de la 61.ª División comenzaron los trabajos de reconstrucción que finalizaron para el 31 de mayo de ese mismo año, día en que volvió a cruzar un tren procedente de San Sebastián con destino a Durango. 
La voladura afecto a la parte del tronco de la Y, tanto al tramo que pasaba sobre la carretera como al que pasaba sobre el río Deva. El tramo sobre la carretera se reconstruyó en con una bóveda de arco rebajado realizada en hormigón y mampostería. Para el tramo sobre el río se reutilizó la estructura metálica de la tabla del puente al haber quedado poco dañada que se colocó en su lugar mediante una grúa.
Tras la desaparición de la estación de mercancías, el puente del ramal a Zumárraga fue desmantelado mientras que el del ramal a San Sebastián se reformó completamente. Tras la desaparición del ramal a Zumárraga el puente perdió la forma de Y. En el año 2020 se construyó un nuevo puente peatonal como parte del paseo peatonal entre Éibar y Elgóibar.
Datos
- Río sobre el que se alza: Deva
- Año  de construcción:	1885

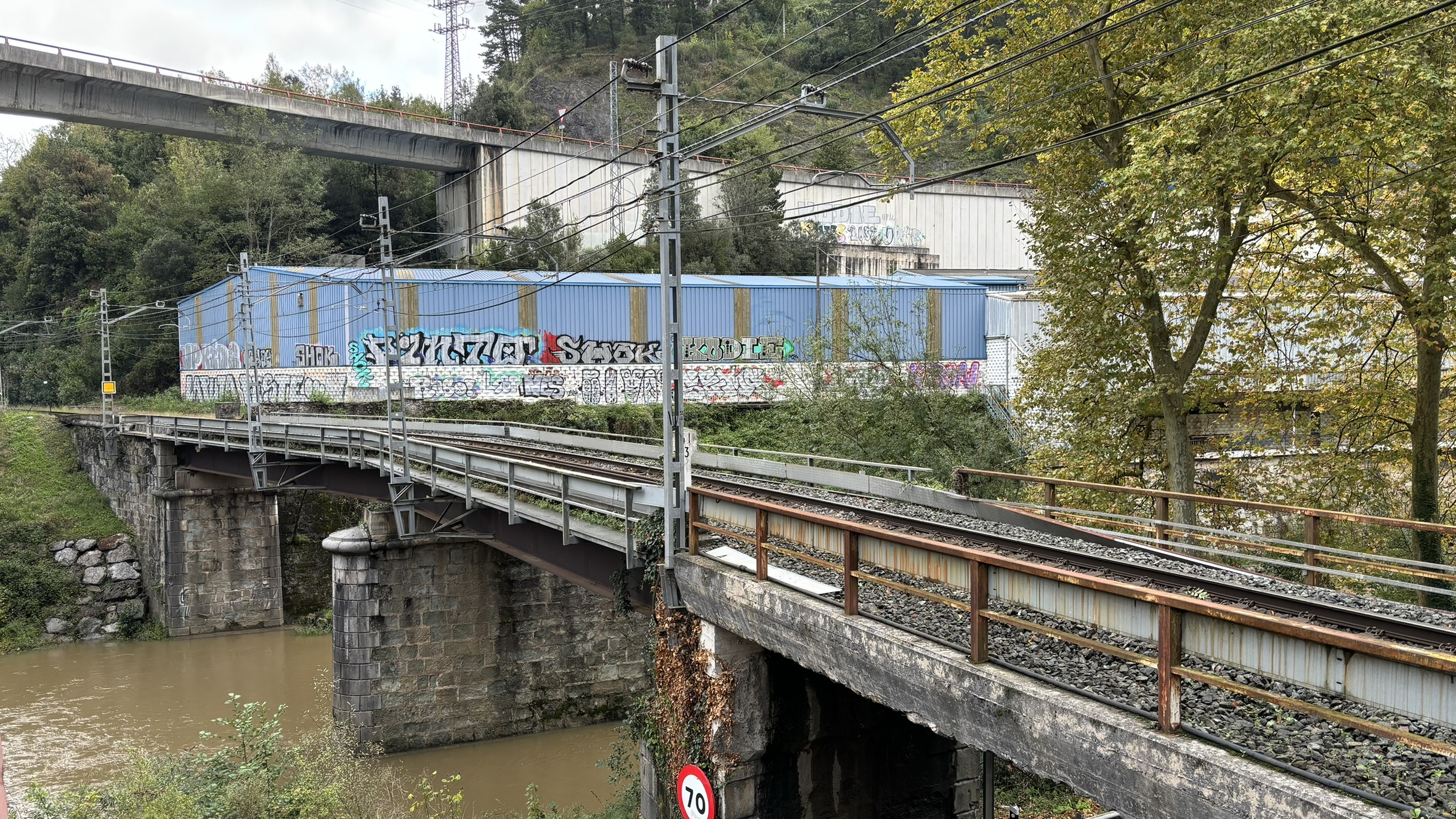
Puente del ferrocarril sobre el río Deva

- Tipo:	Inicialmente de acero sobre pilastras de mampostería y hormigón. Posteriormente de hormigón/cemento.
- Longitud:	65 metros
- Ancho: 3 metros
- Altura: 10 metros
- Uso: La vía del tren

### Otros puentes
Junto al histórico puente del ferrocarril se ha establecido un conjunto de cuatro viaductos que unen la autopista del Cantábrico (AP-8) y la autopista del Norte (AP-1) que cruzan en varias direcciones sobre los ríos Deva y Ego, así como por encima de la línea férrea y las carreteras N-634 y GI-627, el enlace se completa con tres túneles. A finales del año 2023 se inaugura la ciclovía Éibar-Elgóibar, que cruza sobre el río Deva y la carretera GI-627 mediante un paso elevado, paralelo al puente del ferrocarril, de una longitud superior a los 80 m y un anchura de 3 m.

## La ermita de San Rafael
En 1927 Ferrocarriles Vascongados construyó al lado de la estación una  ermita dedicada al arcángel San Rafael que contaba con pinturas al fresco de Pablo Uranga. El templo resultó dañado en la guerra civil y fue reconstruido  y reabierto el 24 de octubre de 1944. En agosto de 1974 un incendio lo destruyó y desapareció.

## La locomotoraMálzaga
En 1904, la empresa Ferrocarril de Durango a Zumárraga compró varias locomotoras de vapor en Alemania; una de ellas fue bautizada como Málzaga. Se trataba de una locomotora del tipo 0-4-0-T construida por casa  Krauss con el número de fábrica 5179. La compañía ferroviaria le otorgó el número de matrícula 183.
Esta máquina formó parte del parque de locomotoras de la línea Bilbao-San Sebastián al establecerse los mismos en 1906. Tras la electrificación de la  línea en 1926 se vendió al ferrocarril Ponferrada-Villablino.  Finalmente fue desguazada.

## El «Maltzaga metafórico»
La ubicación geográfica de Maltzaga sirvió como base a Telesforo Monzón, escritor y político nacionalista vasco, para la proclamación del "Maltzaga metaforikoa" (el ‘Maltzaga metafórico’ en castellano)  como propuesta política, pidiendo la unidad entre los nacionalistas. Monzón proclamaba 

Gerokoak geroko utzi. Orain, goazen abertzale guztiok batera Maltzagara. (Dejad las diferencias para después. Ahora, vayamos todos los patriotas juntos a Maltzaga)

Monzón intentó realizar su idea realizando una convocatoria en Txiberta de diferentes fuerzas políticas abretzales (nacionalistas) como el Partido Nacionalista Vasco (PNV), la Euskal Sozialista Biltzarrea (ESB), Euskal Sozialistak Elkartzeko Indarra (ESEI), Acción Nacionalista Vasca (ANV), el Partido Carlista de Euskal Herria (EKA) y otros, entre los que había también representación de ETA (m) y ETA (pm). Se realizaron varias runiones la última fue en el Hotel Xiberta de Anglet en el País Vasco francés.